# واين ووكر
واين ووكر (بالإنجليزية: Wayne Walker)‏ هو لاعب كرة قدم أمريكية أمريكي، ولد في 30 سبتمبر 1936 في بويسي في الولايات المتحدة، وتوفي في 19 مايو 2017 بسبب مرض باركنسون.

## وصلات خارجية
- واين ووكر على موقع مرجع كرة القدم المحترفة.كوم (الإنجليزية)